# Assemblea d'Okupes de Barcelona
L'Assemblea d'Okupes de Barcelona es va constituir l'any 1995 com a resposta a la reforma del Codi Penal que havia impulsat el darrer govern del PSOE de Felipe González, amb Juan Alberto Belloch com a ministre de Justícia, amb la qual ocupar passava a ser un delicte penal.

## Antecedents
La primera ocupació a Barcelona va ser el 1984, al carrer Torrent de l'Olla de Gràcia, que sols va durar unes hores. La duresa del desallotjament per la policia va portar aquell grup de joves a organitzar-se i planificar-ho millor. Durant la segona meitat de la dècada dels vuitanta es produí l'ocupació de la casa de Bolívar 12, al barri de Vallcarca, origen de l'Ateneu de Vallcarca, i de la casa de Cros 10, a Sants. Eren les primeres cases ocupades amb caràcter social ja que s'entrava il·legalment en cases i edificis abandonats no només per viure-hi en comunitat sinó per fer-hi concerts i tenir-les obertes per a activitats socials i culturals. L'11 de novembre de 1989 es produïa l'ocupació de la Kasa de la Muntanya i el 1994 l'ocupació de La Garnatxa, un antic celler de vins.

## Activitat
El 10 de maig de 1996 unes quaranta persones de l'Assemblea d'Okupes de Barcelona varen ocupar el Cinema Princesa que es convertí en un centre social ocupat autogestionat (CSOA). Set mesos més tard, el 28 d'octubre, es produí un violent
desallotjament i nombroses detencions, però en aquest breu període es va convertir en un dels referents okupes
de Barcelona, i en el primer gran espai alliberat situat al centre de la ciutat. Dins seu es van organitzar una cinquantena de concerts, representacions de teatre, projeccions de diapositives i pel·lícules, exposicions i altres activitats. El tancament del Princesa va aixecar un debat al voltant del fenomen de l'okupació a Barcelona. L'ocupació s'havia produït abans de l'entrada en vigor del Codi Penal de 1995, als sis mesos de la seva publicació en el BOE el 24 de novembre, i això va portar a l'absolució dels 40 detinguts.
El desembre del 2006, l'Assemblea Okupa de Barcelona comptabilitzava 151 immobles ocupats i "reivindicats" pel col·lectiu, la meitat de la xifra total que donava l'Ajuntament, considerant "reivindicat" aquell espai els ocupants del qual havien contactat amb l'Assemblea i s'havien vinculat al moviment, més o menys organitzat, que gira entorn d'aquesta.